# Maaswijdte
Maaswijdte is een eigenschap van een net, een fijnmazig of geknoopt weefsel. Dit kan op verschillende manieren gemeten worden:
- De maaswijdte geeft het aantal gaten per oppervlakte-eenheid aan, veelal inch2.
- De maaswijdte geeft de afstand tussen twee draden aan, veelal in mm.
- Het 'mesh'getal geeft het aantal draden per inch aan.
- In de visserij meet men de maaswijdte door in een diagonaal uitgerekt net een mal door een maas te steken. De maaswijdte is dan de afstand tussen de uiteinden van het gat.

## Visserij
De maaswijdte is aan wettelijke regels onderworpen, om schade aan de natuur (en daaruit volgend economische schade) ten gevolge van overbevissing tegen te gaan. Deze regels werden halverwege de twintigste eeuw vastgelegd in de Wet tot vaststelling van een  maaswijdte van zeevisnetten en van minimum-maten op sommige zeevissoorten (1954), die in 1963 is vervangen door bepalingen in de Visserijwet. De minimale maaswijdte is afhankelijk van het soort net, de materialen waaruit het is vervaardigd en de soort vis die men ermee gaat vangen.
Voor de binnenvisserij zijn de toegestane minimale maaswijdten in Nederland vastgelegd in het Reglement voor de binnenvisserij; voor de Noordzeevisserij zijn ze in 1946 internationaal in Londen vastgesteld. De meetmethode voor de maaswijdte is hierin als volgt vastgesteld: het natte net wordt diagonaal uitgerekt, waarna een 2 mm dikke mal met een breedte die gelijk is aan de opgegeven maat door de mazen moet kunnen worden geschoven.